# A Viagem (1994)
A Viagem é uma telenovela brasileira produzida pela TV Globo e exibida em sua faixa das sete entre 11 de abril e 21 de outubro de 1994 em 167 capítulos. 50.ª "novela das sete" da emissora, substituiu Olho no Olho e foi substituída por Quatro por Quatro.
Criada e escrita por Ivani Ribeiro, com colaboração de Solange Castro Neves, tem direção de Ignácio Coqueiro, Maurício Farias e Wolf Maya, com Maya na direção geral. É um remake da telenovela homônima transmitida entre 1975 e 1976 pela Rede Tupi.
Contou com as participações de Christiane Torloni, Antônio Fagundes, Guilherme Fontes, Maurício Mattar, Andréa Beltrão, Cláudio Cavalcanti, Lucinha Lins e Miguel Falabella.

## Enredo
Alexandre (Guilherme Fontes) é um playboy inconsequente, namorado de Lisa (Andréa Beltrão), e matou um homem em uma tentativa de roubo. Ao fugir da polícia, é delatado pelo irmão Raul (Miguel Falabella) e pelo cunhado Téo (Maurício Mattar). O famoso criminalista Otávio Jordão (Antônio Fagundes) não aceita defendê-lo nos tribunais, pois a vítima era um amigo pessoal. Para ajudá-lo, Alexandre conta apenas com a irmã mais velha, Diná (Christiane Torloni), que luta para livrá-lo da cadeia. Até mesmo a namorada Lisa o abandona. Condenado, o rapaz comete suicídio na prisão, amaldiçoando todos que o traíram.
A temperamental Diná é casada com Téo, um rapaz mais jovem e boa pinta que sofre com o ciúme doentio da esposa, o que coloca o casamento em xeque. A mãe doente, Dona Maroca (Yara Cortes), tenta se recuperar da perda do filho caçula com a amizade do médico da família, o Dr. Alberto (Cláudio Cavalcanti). Ele é um médico espiritualista que apaixona-se por Estela (Lucinha Lins), a outra filha de Maroca. Abandonada pelo marido Ismael (Jonas Bloch), um mau-caráter, Estela criou sozinha a filha Bia (Fernanda Rodrigues), que sonha reencontrar o pai.
Raul, irmão de Alexandre, Diná e Estela, tem um casamento feliz com Andreza (Thaís de Campos) e uma boa relação com a sogra, Dona Guiomar (Laura Cardoso), que o trata como filho. Para completar a felicidade do casal, falta um bebê, que os dois lutam para conseguir. O advogado Otávio Jordão é também amigo do Dr. Alberto. Viúvo, é pai de dois filhos: Tato (Felipe Martins), que quer seguir a sua carreira, e o garoto Dudu (Daniel Ávila). Após a morte de Alexandre, a vida de todos esses personagens muda drasticamente.
O espírito de Alexandre planeja uma vingança contra os que lhe viraram as costas. Seus principais alvos são Raul, Téo e Otávio. Dona Guiomar, influenciada pelo espírito de Alexandre, transforma o casamento do genro e da filha em um inferno, até conseguir separá-los. O filho de Otávio, Tato, deixa de lado os estudos e torna-se um delinquente, tal qual Alexandre fora um dia. E Téo passa a sofrer de surtos que o deixam violento, principalmente depois que se separa de Diná e se envolve com Lisa, a antiga namorada de Alexandre.
Entretanto, Alexandre não contava que Diná, a única que lhe estendeu a mão, fosse se apaixonar por Otávio, o seu maior desafeto. O Dr. Alberto, adepto do Espiritismo, tenta, por meio de reuniões mediúnicas, conscientizar o espírito atormentado de Alexandre do mal que causa às pessoas. O clímax é a morte de Otávio, que morre em um acidente de carro. Diná deseja morrer para reencontrar o amor da sua vida, porque está vivendo uma fase sombria e depressiva, porém, sua última missão na terra é reencontrar sua sobrinha Bia, que havia sumido de casa, após vários desentendimentos com sua mãe Estela. Diná acaba por encontrar Bia em uma das pedras da praia e sofre um ataque fulminante, falecendo nos braços da menina.
Já em um outro plano, Diná não entende como chegou até lá, e enfrenta uma grande resistência para aceitar que morreu. Ela só se convence de que fez "A Viagem" depois que finalmente reencontra Otávio, e agora os dois juntos estão em um lugar conhecido como Nosso Lar. Unidos mais uma vez, eles tentam neutralizar a má influência de Alexandre na vida de seus entes queridos.

## Personagens principais

### Núcleo central
- Diná Toledo (Christiane Torloni): uma mulher muito amorosa mas que vive em crises de ciúme com seu marido Téo. A empresária é a mais bem-sucedida financeiramente dos quatro irmãos, sendo a responsável pela mãe Maroca e por Alexandre, morando ainda com a filha Patty. Junto à mãe, é defensora de Alexandre desde o começo da trama, sendo acusada pelos irmãos Raul e Estela de junto com a mãe ter "paparicado" o caçula. Divorcia-se de Téo e se apaixona por Otávio Jordão, mesmo que no começo o odiasse. Sua morte é ocasionada por um infarto no decorrer da trama, revelando-se um espírito de luz, determinada a parar as influências negativas de Alexandre. Termina a novela com Otávio e sua mãe Maroca na eternidade.
- Otávio Jordão (Antônio Fagundes): um dos maiores advogados criminalistas do Rio de Janeiro. Recusa-se a defender Alexandre pois o homem que fora vítima do latrocínio era um dos seus maiores amigos, atuando ainda como assistente da acusação para condenar Alexandre, o que causa conflitos com Diná. Tem no médico Alberto um irmão que nunca teve, descobrindo uma doença grave por insistência de Alberto. Aproxima-se de Diná ao perceber que esta é sua alma gêmea, apaixonando-se por ela. No decorrer da trama, morre e revela-se um espírito de luz e dedica-se a parar Alexandre. Termina a novela com Diná na eternidade.
- Alexandre Toledo (Guilherme Fontes): o antagonista principal da trama. Um rapaz extremamente inteligente e ligado ao motociclismo e à tecnologia, era também um playboy inconsequente, não se importando se estaria vivo no dia seguinte. Mata um homem durante uma tentativa de roubo e pede ajuda a seu irmão Raul e a seu cunhado Téo. Além de negarem, ambos ainda o entregam à polícia. Sente-se traído por sua namorada Lisa, já que ela não se empenha com seus planos de fuga e termina o namoro através de carta. Após sua condenação, desgostoso com a vida de presidiário, Alexandre se suicida na cadeia e jura vingança contra quem considerou traidor. Seu plano é executado, mas Alexandre perde ainda mais a noção ao perceber que Otávio e Diná são ligados espiritualmente. Com a insistência dos espíritos de ambos, além dos mentores do Nosso Lar, Alexandre se redime e, para que possa evoluir, retorna à Terra como o filho de Téo e Lisa.
- Teodoro (Téo) Dias (Maurício Mattar): homem mais novo que Diná, formou-se em arquitetura e abriu seu escritório com o apoio financeiro da esposa, que é obcecada de maneira doentia pelo galã. Nunca teve boa relação com Alexandre, acusando a então esposa de "mimar" o irmão. Separa-se ao descobrir que ela o espionava através de um detetive particular e se envolve com Lisa sem saber que a jovem é a ex-namorada de Alexandre, o que deixa o ex-cunhado em ira. Por ter delatado este e lhe negado fuga, é considerado o pior inimigo do obsessor, sendo o único possuído e não apenas influenciado por ele. Passa ser o corpo que Alexandre "empresta" para sua vingança. Com a redenção do antagonista, casa-se com Lisa e juntos são pais da reencarnação de Alexandre, voltando a ser o homem amoroso de outrora.
- Raul Toledo (Miguel Falabella): um dos filhos de Maroca, é corretor imobiliário e casado com Andrezza. Tem uma relação de mãe e flho com a sogra, que passa a odiá-lo por influência de Alexandre. É o melhor amigo de Téo, mantendo a amizade após o divórcio do arquiteto com sua irmã. Tem dias penosos no trabalho com o contexto da época - o de estagflação do Brasil até julho de 1994. Com o casamento abalado, trai a mulher com Tainá, mas acabam se reconciliando quando Andrezza revela estar grávida, apesar do pai ser o peão Antônio, já que Raul é estéril.
- Andrezza Muniz Toledo (Thaís de Campos):  esposa de Raul, filha de Guiomar e primeira sócia de Diná. Odeia crianças pois isso engatilha sua infertilidade, sua maior tristeza, porém, é seu marido que é estéril. Sofre com as loucuras da mãe e passa a ter um caso com Antônio, um funcionário da fazenda dela, chegando a engravidar deste. No final da trama, se reconcilia com Raul quando este assume o seu filho, acreditando ser dele.
- Guiomar Muniz (Laura Cardoso): uma rica senhora, tem apenas Andrezza como filha. Alexandre se aproveita de sua tristeza ao descobrir a infertilidade da filha para influenciá-la. Amava o genro, mas passa a odiá-lo, provocando o divórcio de ambos e incentivando sua filha a namorar Antônio.
- Estela Toledo (Lucinha Lins): abandonada pelo marido Ismael, é uma mulher humilde e batalhadora, moradora do subúrbio carioca, que criou a filha Bia sozinha. A funcionária pública é completamente ligada à irmã Diná e fica em depressão profunda após sua morte. Não é diretamente envolvida nos eventos que levaram à morte de Alexandre, sendo poupada da vingança dele, embora não o tenha defendido com tanta veemência. Inicialmente cortejada por Tibério e Alberto, além de tentativas de reconceiliação e de estupro por parte do ex-marido. Após anos casada apenas legalmente, consegue o divórcio de Ismael e termina a novela com Alberto.
- Alberto Rezende (Cláudio Cavalcanti): médico, é espírita e mantenedor de um centro em sua casa. Sendo o melhor amigo de Otávio, de Maroca e de Tibério é o elo que une vários núcleos da trama. No começo da trama, era apaixonado por Diná, mas, ao perceber que a missão espiritual da amiga era estar com Otávio, descobriu que amava Estela. Não é bem aceito por Bia. É o primeiro a perceber as atitudes de Alexandre e, através de sua mediunidade, encontra-se diversas vezes com o espírito deste, tentando fazer o antagonista desistir de sua vingança. Termina a novela com Estela e finalmente tendo a aceitação de Bia.
- Mara (Maroca) Toledo (Yara Cortes): mãe de Diná, Raul, Estela e Alexandre. Tal qual Diná, paparicou este último durante toda a vida e o defende até depois da morte dele. Faz o estereótipo de "mãezona" e é bem quista por todos, até mesmo pelo filho caçula. Defende Ismael e Téo, pois não se conforma com divórcios. Apesar de ser amiga de Alberto há muitos anos, não acredita na doutrina e na filosofia de vida do médico. Falece ao final da novela, mas não consegue reencontrar Alexandre, pois ele já reencarnou.
- Beatriz Toledo (Fernanda Rodrigues): a filha de Estela sonha em reencontrar o pai Ismael, não acreditando nas histórias que confirmam seu mau-caratismo. Tinha apreço por Alexandre. Com a volta do pai, é facilmente influenciável por ele, e não consegue viver sem ele. Não aceita o namoro da mãe com Alberto. Passa a namorar Tato, filho de Otávio, sofrendo com as influências de Alexandre no estudante. Percebe a péssima índole e os negócios escusos do pai tardiamente.
- Ismael Novaes (Jonas Bloch): um mau-caráter, após anos desaparecido alegando uma doença grave, Ismael volta milionário e tentando forçar a reaproximação com Estela. Para isso, se aproveita da adolescência da filha Beatriz, em fase de rebeldia, que passa a defender o pai de maneira veemente. Não possui escrúpulos, tentando forçar relações com Estela e agredindo Diná. Chega a ser baleado e termina a novela em um cadeira de rodas após a revelação de que era procurado pela Polícia Federal. Fica claro que em período anterior à novela era amigo próximo de Alexandre e a notícia da morte do playboy é uma das poucas coisas que realmente o abala. Em termos clássicos, Ismael é o verdadeiro vilão da novela, já que Alexandre está se vingando e Mauro é apenas mulherengo.
- Mauro Rezende (Eduardo Galvão): galanteador, gosta de colecionar mulheres, sempre se vangloriando de suas conquistas. Suas atitudes egoístas o colocam em conflito com o primo Alberto. É sócio de Téo, mas tem inveja dele por ser interessado em Diná e por este ter mais sucesso na arquitetura. Cria várias tramóias, como ajudar Alexandre na cadeia a se vingar de Téo separando-o de Diná e contar para Diná sobre o namoro de Téo e Lisa. Termina a trama ao lado de Naná, não dando sinais de redenção.

### Família Jordão
- Otávio Jordão Júnior/Tato (Felipe Martins): filho mais velho de Otávio. Um rapaz criado com muito amor e altamente responsável, sonha em substituir o pai. Apesar de sempre ter tido tudo o que quisesse, não é materialmente apegado e sabe lidar com "nãos". Tem o motociclismo como seu hobby. Passa a tomar atitudes de rebeldia ao ser influenciado por Johnny, situação que piora ao comprar a moto de Alexandre em revenda, o que fixa a presença do antagonista em sua casa. Alexandre afirma a Alberto que escolheu Tato em vez de Otávio porque este último tinha uma energia muito difícil de penetrar, sendo Tato um rapaz "fraco". Primeiramente namora Naná, mas passa a namorar Bia. Alexandre e Johnny tornam Tato um jovem desamparado e sem rumo, largando estudos e trabalho após a morte do pai, já que Alexandre o faz não concordar com o testamento. Odeia Diná, situação que piora com as influências de Alexandre, mas que se resolve antes da partida da protagonista. Após a morte de Otávio, Alexandre ainda faz Tato odiar o próprio irmão Dudu - por pura diversão.
- Eduardo (Dudu) Jordão (Daniel Ávila): filho mais novo de Otávio, é, ao contrário do irmão, muito mimado materialmente, estando na fase de colecionar tudo o que gosta e reagindo mal a negativas. Adora computação e percebe os primeiros sinais da presença de Alexandre na casa no computador, embora não ligue as coisas. Passa a aceitar Diná antes do irmão. Sente muita falta da falecida mãe, embora não se lembre dela.

### Vila
- Lisandra (Lisa) Barbosa (Andréa Beltrão): uma jovem amável e apaixonada, possui uma visão muito romântica das coisas. Não percebia que Alexandre era um delinquente ao namorá-lo, só entendendo depois da condenação dele. Vive em conflito com o pai, desempregado, e o irmão, músico frustrado, tendo que sustentar financeiramente aos três. É considerada por Diná a grande culpada da morte de Alexandre ao terminar com ele por carta. Apaixona-se por Téo e sofre com as possessões de Alexandre no seu amado. Dá a luz à reencarnação do ex-namorado.
- Agenor Barbosa (John Herbert): pai de Lisa, vive reclamando de sua situação de desemprego e pede dinheiro à filha, mas não aparenta estar empenhado em trabalhar. É interesseiro e espera que a filha se case com um homem rico, tentando forçá-la a se relacionar com Mauro e rejeitando o namoro dela com Téo. Passa a paquerar Fátima, casando-se com ela ao fim da trama.
- José Carlos (Zeca) Barbosa (Irving São Paulo): filho de Agenor e irmão de Lisa, também se incomoda com a petulância do pai, e empenha-se em se tornar um músico famoso. Desfaz sua banda por discordar que todas as músicas devem ser em inglês e embarca em uma carreira solo. É patrocinado pelo tio de Sofia, com quem se casa. Na reta final, é revelado que o músico é o verdadeiro pai do filho de sua esposa e que a gravidez aconteceu enquanto ele o seduzia.
- Tibério Campos (Ary Fontoura): um idoso caricato, trabalha com Estela na repartição e é apaixonado por ela. Sempre com seu "protetor", não se sabe ao certo se é mediúnico ou se fala sozinho. É um homem muito justo, inteligente e de bom humor, embora quase nunca seja levado a sério devido à sua caricatice. Torna-se espírita, participando das reuniões do amigo Alberto. Casa-se com Cininha.

- Mascarado/Adonay (Breno Moroni): sujeito misterioso que se comunica por gestos e mímicas. Não trabalha formalmente, vivendo de bicos como animador de festas e eventos e professor de artes marciais. Apesar disso, herdou uma fortuna dos pais, falecidos em acidente aéreo. Mostra-se extremamente caridoso e preocupado com todos, especialmente Lisa e Carmem. Revela-se um amor de Carmem no passado que teve o rosto desfigurado. É um grande amigo de Tibério.
- Carmem (Suzy Rêgo): ex-noiva do Mascarado, não sabia da identidade do amigo. Também namorou Mauro, sendo responsável por contar para Lisa sobre como o vilão age com mulheres. Trabalhava na locadora com Diná, mas torna-se taxista com ajuda do Mascarado.
- Cirena (Cininha) Panzotti (Nair Bello): dona da pensão da vila, é apaixonada por Tibério, com quem se casa no fim da novela. Com sua personalidade forte e sua rudez, não leva desaforo, e é responsável por muita da comicidade da novela.
- Fátima (Lolita Rodrigues): dona do salão onde Lisa trabalha, também é apaixonada por Tibério, mas casa-se com Agenor ao fim da trama.

## Elenco
| Intérprete              | Personagem                        |
| ----------------------- | --------------------------------- |
| Christiane Torloni      | Diná Toledo Dias                  |
| Antônio Fagundes        | Dr. Otávio César Jordão           |
| Guilherme Fontes        | Alexandre Toledo                  |
| Maurício Mattar         | Teodoro Dias (Téo)                |
| Andréa Beltrão          | Lisandra Barbosa (Lisa)           |
| Cláudio Cavalcanti      | Dr. Alberto Rangel Rezende        |
| Lucinha Lins            | Estela Toledo Novaes              |
| Miguel Falabella        | Raul Toledo                       |
| Thaís de Campos         | Andrezza Muniz Toledo             |
| Laura Cardoso           | Guiomar Muniz                     |
| Yara Cortes             | Marocas Toledo (Dona Maroca)      |
| Suzy Rêgo               | Carmem Rodrigues                  |
| Jonas Bloch             | Ismael Novaes                     |
| Fernanda Rodrigues      | Beatriz Toledo Novaes (Bia)       |
| Felipe Martins          | Otávio César Jordão Júnior (Tato) |
| Ary Fontoura            | Tibério Campos                    |
| Nair Bello              | Cirena Panzotti (Cininha)         |
| Lolita Rodrigues        | Fátima Aparecida Domingues        |
| John Herbert            | Agenor Barbosa                    |
| Breno Moroni            | Mascarado / Adonay Rodrigues      |
| Mara Carvalho           | Regina da Silva                   |
| Eduardo Galvão          | Mauro Botelho Rezende             |
| Denise Del Vecchio      | Glória Gusmão                     |
| Tânia Scher             | Josefa Dias                       |
| Irving São Paulo        | José Carlos Barbosa (Zeca)        |
| Roberta Índio do Brasil | Sofia                             |
| Myriam Pérsia           | Salomé                            |
| Leonardo José           | Hélio                             |
| Ricardo Petraglia       | Diogo Queiroz (Queiroz)           |
| Cláudio Mamberti        | Geraldo Ribeiro (Geraldão)        |
| Danton Mello            | Johnny Bala                       |
| Keila Bueno             | Natália (Naná)                    |
| Renato Rabelo           | Padilha                           |
| Mara Manzan             | Edinéia                           |
| Chris Pitsch            | Bárbara                           |
| Carlos Takeshi          | Okida Tanaka                      |
| Lafayette Galvão        | André Jordão                      |
| Rejane Goulart          | Júlia Jordão                      |
| Mylla Christie          | Carlota                           |
| Kiko Mascarenhas        | Daniel                            |
| Arehy Júnior            | Samuel                            |
| Jorge Pontual           | Antônio (Tonho)                   |
| Cibele Larrama          | Maria                             |
| Solange Couto           | Zulmira                           |
| Gésio Amadeu            | Julião                            |
| Maria Alves             | Francisca                         |
| Nádia Bambirra          | Margarida                         |
| Vanda Alves             | Dolores                           |
| Selma Salmir            | Vovó                              |
| Joana Rocha             | Ozéias                            |
| Lúcio Mauro Filho       | Caíto                             |
| Daniel Ávila            | Eduardo Jordão (Dudu)             |
| Viviane Pinheiro        | Patrícia Toledo Dias (Paty)       |

### Participações especiais
| Ator/Atriz              | Personagem                                  |
| ----------------------- | ------------------------------------------- |
| Jayme Periard           | Igor Telles                                 |
| Tessy Callado           | Oneida Queiroz                              |
| Nildo Parente           | Waldomiro Marcondes                         |
| Eduardo Filipe          | Dedé                                        |
| Andréa Avancini         | Tainá                                       |
| Léa Garcia              | Natália, espírito do Nosso Lar              |
| Antônio Pompeo          | Paulinho, espírito do Nosso Lar             |
| Henrique César          | Dr. Duarte                                  |
| Giovanna Gold           | Adriana Pacheco (Drica)                     |
| Ana Beatriz Wiltgen     | Lili                                        |
| Beto Simas              | Laerte                                      |
| David Y. W. Pond        | Kazuo Tanaka                                |
| Maria Cristina Gatti    | Lindalva                                    |
| Flávio Antônio          | Detetive Aristides Maia                     |
| Mário Borges            | Dr. Sérgio                                  |
| Cristina Ribeiro        | Araci                                       |
| Edwiges Gama            | Sônia                                       |
| Mônica Carvalho         | Gilda                                       |
| Luíza Curvo             | Taís[carece de fontes?]                     |
| Miriam Freeland         | Cris, amiga de Bia                          |
| Caio Junqueira          | Pedro Bala, amigo de Bia                    |
| Thierry Figueira        | Guga, amigo de Bia                          |
| Tatianne Manzan         | Carol, amiga de Bia                         |
| Beta Madruga            | Taís, amiga de Bia                          |
| Gérson Steves           | Gordo, amigo de Zeca                        |
| Walther Verve           | Boca, amigo de Zeca                         |
| Armando Souza           | Quibe, amigo de Zeca                        |
| Antônio Entriel         | André, amigo de Tato                        |
| Marcos Oliveira         | Mãozinha, colega de cela de Alexandre       |
| Tony Tornado            | Chefão, colega de cela de Alexandre         |
| Paulo César Pereio      | Coringa, colega de cela de Alexandre        |
| Ademir Zanyor           | Gavião, colega de cela de Alexandre         |
| Marcelo Escorel         | Vicente, carcereiro de Alexandre            |
| Giacomo Pinotti         | José, espírito do Nosso Lar                 |
| Esther Jablonski        | Marília, secretária de Otávio               |
| Viniccius Marques       | Diogo, colega do escritório de Téo e Mauro  |
| Fernando José           | espírito do Nosso Lar                       |
| Leina Krespi            | Sueli, cúmplice de Ismael                   |
| Carlos Kroeber          | juiz no julgamento de Alexandre             |
| Cláudio Corrêa e Castro | advogado de Alexandre                       |
| Isaac Bardavid          | promotor no julgamento de Alexandre         |
| Anselmo Vasconcelos     | colega de cela de Alexandre                 |
| Guti Fraga              | colega de cela de Alexandre                 |
| Leônidas Aguiar         | Espingarda, colega de cela de Alexandre     |
| Ivan Cândido            | dirigente espírita                          |
| Ada Chaseliov           | fonoaudióloga de Adonay                     |
| Joana Limaverde         | namorada de Tato                            |
| Bruno Fagundes          | amigo de Dudu                               |
| Ronaldo Ciambroni       | cúmplice de Ismael                          |
| Guilherme Corrêa        | colega de trabalho de Waldomiro             |
| Marcos Pasquim          | bandido que ataca a Dinah no capítulo 49    |
| Isio Ghelman            | médico de Adonay                            |
| Duda Mamberti           | escrivão da delegacia                       |
| Jaime Leibovitch        | ex-patrão de Alexandre                      |
| Newton Martins          | padre na cerimônia de cremação de Alexandre |
| Fábio Mássimo           | vendedor de loja                            |
| Alberto Pérez           | juiz de paz                                 |
| Nana Gouvêa             | vendedora de perfumes                       |
| Shimon Nahmias          | delegado da casa de detenção                |
| Alfredo Martins         | delegado de Itatiaia                        |
| Ludoval Campos          | tabelião                                    |
| Ivan Senna              | juiz de menores                             |
| Marcello Caridade       | padre do casamento de Zeca e Sofia          |
| Samir Murad             | policial                                    |
| Paulo César             | Nori Tanaka                                 |
| Intrépida Trupe         | figurantes nas cenas do umbral              |
| Edson Frederico         | ele mesmo                                   |

## Produção

### Inspirações
A Viagem é um remake da telenovela homônima escrita por Ivani Ribeiro e exibida pela Rede Tupi entre 1975 e 1976. A história aborda a vida após a morte segundo a doutrina espírita. Para escrevê-la, a autora baseou-se nos livros E a Vida Continua... (1968) e Nosso Lar (1944), psicografados pelo médium Chico Xavier.
A telenovela seria inicialmente transmitida na faixa das 18 horas. Porém, no horário das sete, a sucessora de Olho no Olho, que seria Vira Lata, enfrentou problemas de produção e foi engavetada pela emissora para posterior execução; assim, A Viagem foi realocada para este horário. A demora desta decisão fez com que o diretor Wolf Maya iniciasse os trabalhos da novela em vinte dias até sua estreia.
Quando escreveu o remake, Ivani Ribeiro estava com dificuldades para enxergar devido a complicações da diabetes. Sua colaboradora Solange Castro Neves lia o roteiro original e redigia as adaptações discutidas com ela. A Viagem foi a última novela escrita por Ivani, que morreu em 1995, aos 73 anos, vítima de insuficiência renal.

### Escolha de elenco
Para interpretar a protagonista Diná, Wolf Maya convidou Regina Duarte, que estava afastada das novelas desde Rainha da Sucata (1990). Porém Regina não pode aceitar o papel, sendo Christiane Torloni convidada logo em seguida. Na época, a atriz morava em Portugal e foi convencida a fazer a novela com o argumento de que se tratava de uma história de comédia, o que não era exatamente a realidade.
Cláudio Corrêa e Castro foi o único ator a participar das duas versões da novela. Em 1975, viveu Daniel, mentor do Nosso Lar, já em 1994 fez uma participação como o advogado de defesa de Alexandre.
A Viagem foi a primeira e única novela da atriz e cantora Chris Pitsch, que morreu prematuramente em 1995, aos 24 anos, vítima de um infarto.

### Cenografia e locações
Para ambientar a trama, a equipe de cenografia montou cinquenta cenários e mais de 200 ambientações nos Estúdios Herbert Richers, no bairro carioca da Tijuca, além de uma cidade cenográfica em Jacarepaguá, também no Rio, para o núcleo da vila na Urca. O Petrópolis Golf Clube, na cidade fluminense de Petrópolis, era utilizado para representar o Nosso Lar, local para aonde vão Otávio e Diná depois de mortos. 
Por sua vez, uma pedreira desativada em Niterói retratava o Vale dos Suicidas, local onde ficava Alexandre e outros espíritos atormentados. Para compor o cenário, a equipe inspirou-se na obra Inferno (Divina Comédia), de Dante Alighieri, e também na Cracolândia, localizada em São Paulo.
Para o apartamento onde morava Diná, foi usado como fachada o condomínio Barramares, situado na Avenida Lúcio Costa 3300, na Barra da Tijuca. Já para a Fazenda Maktub, de Dona Guiomar, a locação usada foi a Fazenda Vista Alegre, no município de Valença, no Vale do Café, sul da região fluminense. A cena final da novela, que mostrou Diná e Otávio de volta à eternidade, foi gravada na Gruta de Maquiné, em Minas Gerais.
Os elementos contidos nas cenas remetiam ao mais representativo da década de 1990: os primeiros computadores pessoais (PCs), os celulares "tijolões", os discmans, o Kadett GSI conversível vinho de Diná e a videolocadora da qual Diná e Andrezza eram sócias.

### Modificações
Os nomes de alguns personagens da versão original foram modificados na adaptação: Dona Isaura, mãe de Diná, tornou-se Dona Maroca; Maria Lúcia, filha de Estela, passou a ser Bia; Dona Josefina, mãe de Téo, chamou-se Josefa; e Dona Cidinha, dona da pensão na história, virou Cininha. O protagonista César Jordão ganhou Otávio como primeiro nome, pois um dos personagens da antecessora da novela, Olho no Olho, também se chamava César. O sobrenome da família de Diná também foi alterado, de Veloso para Toledo.

## Exibição
Durante o período da Copa do Mundo de 1994, cujos jogos eram transmitidos pela Globo, A Viagem teve sua exibição remanejada para outros horários além do das sete, chegando a começar às 18h30 e às 20h20. A adaptação resultou no aumento da duração do tempo de exibição da novela em relação ao roteiro. A história escrita em 160 capítulos foi editada e exibida em 167.

### Reprises
Foi reprisada pela primeira vez no Vale a Pena Ver de Novo, entre 28 de abril e 12 de setembro de 1997, sucedendo Mulheres de Areia e antecedendo Fera Ferida. Foi reprisada pela segunda vez no Vale a Pena Ver de Novo entre 13 de fevereiro e 21 de julho de 2006, substituindo Força de um Desejo e sendo substituída por Chocolate com Pimenta. Por ocasião dessa reprise, o CD internacional da novela foi relançado pela Som Livre, e, hoje, é um dos mais procurados por colecionadores.
O programa Vídeo Show exibiu um resumo da trama em cinco capítulos no quadro Novelão, de 25 a 29 de junho de 2012, substituindo Renascer e sendo substituída por História de Amor.
Foi reprisada pela primeira vez pelo Viva, entre 14 de julho de 2014 a 24 de janeiro de 2015, substituindo A Próxima Vítima e sendo substituída por Pedra sobre Pedra na faixa das 14h15, com reprises às 0h30. Foi reprisada pela segunda vez no Viva entre 21 de dezembro de 2020 a 2 de julho de 2021, substituindo Chocolate com Pimenta e sendo substituída por Paraíso Tropical na faixa das 15 horas, com reprises às 23h45 e maratona aos domingos de 14h ás 19h. Foi reprisada pela terceira vez no Viva, de 22 de abril a 1 de novembro de 2024, substituindo História de Amor e sendo substituída por Roque Santeiro às 12h15, com reprises às 2h, tornando-se a primeira novela a ganhar três exibições pelo canal. Essa reapresentação foi escalada em comemoração aos 30 anos do lançamento da trama, e coincidentemente, aos 10 anos de sua estreia no canal. Com essa reprise, a trama havia empatado com Escrava Isaura (apesar dessa ser mais reprisada na TV aberta) no ranking de novelas mais reprisadas na Globo.
Está sendo reprisada pela terceira vez no Vale a Pena Ver de Novo desde 12 de maio de 2025, substituindo Tieta. Com essa reexibição, a novela se torna a segunda a ter três reprises na faixa depois de O Rei do Gado, ultrapassando Escrava Isaura e se tornando a trama mais reexibida da Globo. Além disso, também é a primeira novela das 19h a ser exibida na sessão desde Ti Ti Ti, já que entre 2021 e 2024 foi adotada a regra que destinava o Vale a Pena a ser exclusivo para as novelas das 20h e 21h, enquanto que as novelas das 18h e 19h seriam reexibidas no horário das 14h45 na faixa intitulada Edição Especial. Não foi ao ar nos dias 18, 19 e 30 de junho, com os dois primeiros por conta da cobertura de jogos da Copa do Mundo de Clubes e no último por conta da reapresentação do último capítulo de Garota do Momento.
Até o momento, é a novela com mais capítulos A, sendo 7 no total: 38A, 46A, 61A, 67A, 70A, 74A e 78A. Desse modo, foram escritos 160 capítulos e exibidos 167.

### Outras Mídias
Em agosto de 2017, a Globo Marcas lançou A Viagem um box com 14 DVDs. Foi a última novela da Globo distribuída em disco pela marca.
Em 2 de agosto de 2021, foi disponibilizada na íntegra pelo Globoplay, como parte do Projeto Resgate da plataforma, na versão exibida pelo Viva em imagem 16:9 (tela esticada). Em 14 de abril de 2025, foi atualizada pela plataforma de streaming da Globo como parte do Projeto Originalidade, com a atualização para o formato de exibição original; com o formato de imagem restaurado em 4:3, além de aberturas, vinhetas de intervalo e encerramento originais.

## Repercussão
A trama despertou o interesse do público no espiritismo. Houve em 1994 uma grande procura por centros espíritas, se comparado a anos anteriores, e um aumento na venda de livros sobre a doutrina. Seu legado acabou transformando a novela em uma das mais lembradas da história da TV Globo.

### Audiência

#### Exibição original
A novela teve uma audiência média de 52 pontos, tornando-se um dos maiores sucessos do horário das sete da Globo.

#### Primeira reprise
Estreou com 25 pontos. Seu maior índice foi registrado no último capítulo com 34 pontos. Teve média geral de 24,95 pontos.

#### Segunda reprise
Estreou com 20 pontos. Seu maior índice foi registrado no dia 27 de junho de 2006 com 28 pontos. Teve média geral de 21,57 pontos.

#### Reprises no Viva
Durante a reestreia da segunda reprise em 2020, a novela alcançou o primeiro lugar isolado entre os canais de TV por assinatura, tendo a terceira melhor estreia da história do horário das 15 horas, sendo superada apenas por Cabocla e Chocolate com Pimenta. Já na terceira reprise em 2024, a trama assumiu a liderança absoluta na TV paga mesmo sendo transmitida no horário de almoço, sendo inclusive a novela mais assistida da faixa das 12h15.

#### Terceira reprise
Reestreou com 17,3 pontos e pico de 19, sendo o maior índice de uma reestreia no Vale a Pena Ver de Novo desde a segunda reprise de Mulheres Apaixonadas em 2023. Com o fim de Tieta e exibida sozinha na faixa, a novela registrou 17,9 pontos no dia 19 de maio de 2025, sendo esse o melhor resultado desde a segunda reprise de Laços de Família em 2020. No dia 8 de julho, bateu seu primeiro recorde com 19,9 pontos.

## Música

### A Viagem
| N.º            | Título                          | Compositor(es)                                                                  | Artista(s)                               | Duração |  |
| 1.             | "Esqueça" ("Forget Him")        | Mark Anthony Roberta Corte Real (versão)                                        | Fábio Jr.                                | 3:38    |  |
| 2.             | "Mais Uma de Amor (Geme Geme)"  | Ricardo Barreto Antonio Pedro Bernardo Vilhena                                  | Blitz                                    | 3:40    |  |
| 3.             | "Meu Grande Amor"               | Cesinha                                                                         |                                          | 3:54    |  |
| 4.             | "Febre"                         | Lulu Santos                                                                     | Lulu Santos                              | 4:23    |  |
| 5.             | "Caminhos de Sol"               | Herman Torres Salgado Maranhão                                                  | Yahoo                                    | 4:04    |  |
| 6.             | "Ilha de Mel"                   | Junior Mendes Gastão Lamounier                                                  | Leila Monjardim                          | 4:06    |  |
| 7.             | "A Viagem"                      | Cleberson Horsth Aldir Blanc                                                    | Roupa Nova                               | 3:27    |  |
| 8.             | "Poeira de Estrelas" (Stardust) | Mitchell Parish Hoagy Carmichael Fafá de Belém (versão) Pedro Monteiro (versão) | Fafá de Belém                            | 4:10    |  |
| 9.             | "Melodrama"                     | Alvin L Fábio Fonseca                                                           | Toni Platão                              | 3:38    |  |
| 10.            | "Beijo Partido"                 | Toninho Horta                                                                   | Milton Nascimento                        | 3:50    |  |
| 11.            | "Seja Lá Como For"              | Ary de Carvalho                                                                 | Rita de Cássia                           | 3:58    |  |
| 12.            | "Ter Mais que Um Coração"       | Artur Maia Paulinho Lima                                                        | Artur Maia                               | 3:35    |  |
| 13.            | "Quando Chove" (Quanno Chiove)  | Pino Daniele Nelson Motta (versão)                                              | Patrícia Marx                            | 3:36    |  |
| 14.            | "Cada Um no Seu Cada Um"        | Prateado Carica                                                                 | Zeca Pagodinho com part. de Ivan Milanez | 2:34    |  |
| 15.            | "Paisagem"                      | Periquito Edvaldo Santos                                                        | BR 3                                     | 2:17    |  |
| Duração total: | Duração total:                  | Duração total:                                                                  | Duração total:                           | 54:50   |  |

### A Viagem - Internacional
| N.º            | Título                                   | Compositor(es)                                  | Artista(s)                                                | Duração |  |
| 1.             | "I'm Your Puppet"                        | Linden Oldham Dan Penn                          | Elton John & Paul Young                                   | 3:33    |  |
| 2.             | "Linger"                                 | Noel Hogan Dolores O'Riordan                    | The Cranberries                                           | 4:31    |  |
| 3.             | "I'll Stand by You"                      | Chrissie Hynde Tom Kelly Billy Steinberg        | The Pretenders                                            | 3:52    |  |
| 4.             | "Twist and Shout"                        | Bert Berns Phil Medley                          | Chaka Demus & Pliers com part. de Jack Radics e Taxi Gang | 3:55    |  |
| 5.             | "My Love"                                | Porter Howell Brady Seals Tommy Barnes          | Little Texas                                              | 3:58    |  |
| 6.             | "Another Sad Love Song"                  | Babyface Daryl Simmons                          | Toni Braxton                                              | 4:50    |  |
| 7.             | "The Way I Feel"                         | Peter Valentine Jon Albrink Jim Gatel           | Twenty Seven Heavens                                      | 3:03    |  |
| 8.             | "Crazy"                                  | Willie Nelson                                   | Julio Iglesias                                            | 3:16    |  |
| 9.             | "Why Worry"                              | Mark Knopfler                                   | Art Garfunkel                                             | 5:03    |  |
| 10.            | "I Miss You"                             | Dee Dee Halligan Junior Torello Clyde Lieberman | Haddaway                                                  | 4:12    |  |
| 11.            | "Can We Talk"                            | Babyface Daryl Simmons                          | Tevin Campbell                                            | 4:41    |  |
| 12.            | "Paradise"                               | Phillip Melegrito                               | Korell                                                    | 4:43    |  |
| 13.            | "Desperate Lovers" (part. Paulo Ricardo) |                                                 | Marta Sánchez e Paulo Ricardo                             | 3:43    |  |
| 14.            | "I Need You"                             | Stevie B                                        | B.V.S.M.P.                                                | 4:31    |  |
| Duração total: | Duração total:                           | Duração total:                                  | Duração total:                                            | 58:34   |  |